# Fatuma Abdulkadir Adan

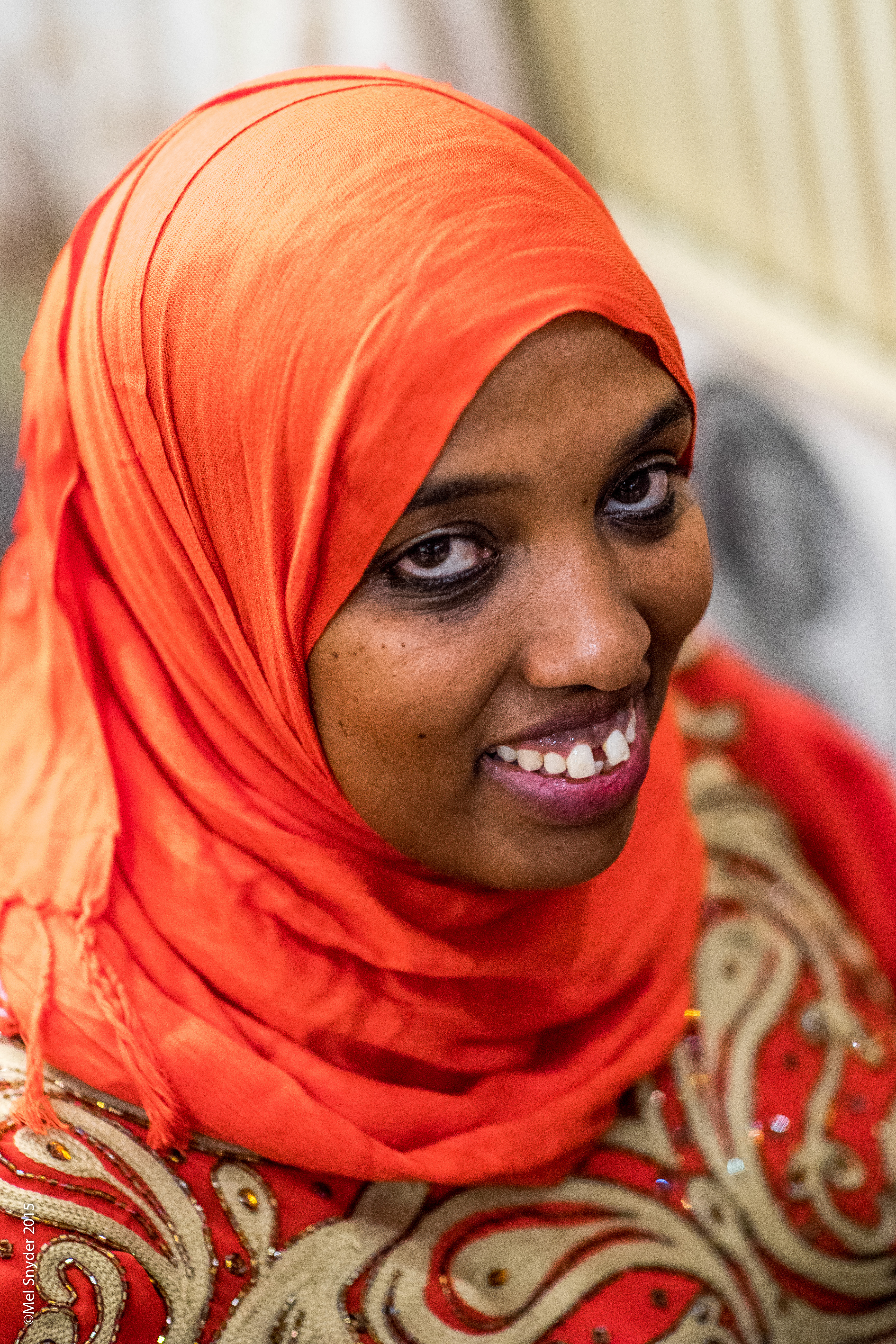
Fatuma Abdulkadir Adan

Fatuma Abdulkadir Adan (Marsabit, 1978) es una abogada y embajadora de paz keniata galardonada con el Premio de la Paz de Stuttgart en 2011.

## Biografía
Sus padres provenían de tribus enemigas al Norte de Kenia, y tras cursar derecho, regresó a su pueblo para promover la paz en la zona.
En 2003, fundó la ONG Horn of Africa Development Initiative
con su programa "Shoot To Score, Not To Kill" (Tira para marcar, no para matar) que usa el fútbol para promover la paz entre los jóvenes keniatas.